# 燃える兄弟
『燃える兄弟』（もえるきょうだい）は、日本のテレビドラマである。大映テレビ制作、全26回。1972年10月6日から1973年3月30日までTBS系列で放送された

## 概要
父を殺された３兄弟が数々の事件を通して、結束し、生きていく姿を描く人間ドラマ。番組宣伝のキャッチコピーは「弓をひきしぼれ！ぼくらは悪のターゲットつらぬく三本の矢なのだ！」であった。

## スタッフ
- 制作：大映テレビ、TBS
- プロデューサー：野添和子、川口武夫
- 原作：忠津陽子、佐々木守
- 脚本：増村保造、小山内美江子、石松愛弘、成田孝雄、山浦弘靖、下飯坂菊馬、池田雄一、安藤日出男、加瀬高之
- 音楽：渡辺岳夫
- ナレーター：芥川隆行→城達也
- 監督：井上昭、宮下泰彦、土井茂、国原俊明、富本壮吉、井上芳夫、瀬川昌治、鷹森立一、村山新治

## キャスト
- 宇津井健(大和孝)
- 若林豪(大和勝)
- 河原崎次郎(大和明)
- 香山美子(松本菱子)
- 三浦友和(実相寺念蔵)
- 西真澄(古荘悦子)
- 中条静夫(中村晴男)
- 松村達雄（善平）

## サブタイトル
| 回数 | 放送日        | サブタイトル           | 脚本         | 監督     | ゲスト                                           |
| ---- | ------------- | ---------------------- | ------------ | -------- | ------------------------------------------------ |
| 1    | 1972年10月6日 | 父が死んだ朝           | 増村保造     | 井上昭   | 成田三樹夫                                       |
| 2    | 10月13日      | 金庫の中に花嫁         | 山浦弘靖     | 土井茂   | 長門裕之、珠めぐみ、八木昌子                     |
| 3    | 10月20日      | 死の窓に立つ女         | 小山内美江子 | 井上芳夫 | 大原麗子、下條アトム                             |
| 4    | 10月27日      | 求婚者に影             | 増村保造     | 国原俊明 | 久米明、倉野章子、日高吾郎、亀石征一郎           |
| 5    | 11月3日       | 狙われた結婚式         | 増村保造     | 宮下泰彦 | 江夏夕子、なべおさみ、ハナ肇、藤田みどり         |
| 6    | 11月10日      | 盗まれた通勤電車       | 山浦弘靖     | 国原俊明 | 橋本功、中尾彬、園佳也子、三遊亭圓歌             |
| 7    | 11月17日      | つまづいた恋の日曜日   | 増村保造     | 井上芳夫 | 原田大二郎、黒木進、鈴木瑞穂、小池栄             |
| 8    | 11月24日      | 魔がさした若い二人     | 成田孝雄     |          | 小倉一郎                                         |
| 9    | 12月1日       | 捨てられた赤ちゃん     | 山浦弘靖     | 国原俊明 | 高津住男、勝呂誉、林美智子、高橋悦史             |
| 10   | 12月8日       | 生命と引きかえた娘     | 石松愛弘     | 富本壮吉 | 前田吟、佐藤友美、河野秋武、谷口香、蜷川幸雄     |
| 11   | 12月15日      | 命を売ったパパ         | 山浦弘靖     | 井上昭   | 田村亮、宇津宮雅代、小坂一也、松岡きっこ         |
| 12   | 12月22日      | 狼が来て女が死んだ     | 小山内美江子 | 土井茂   | 菅井きん、山下洵一郎、亀井光代、永野裕紀子       |
| 13   | 12月29日      | 死刑台からの挑戦       | 小山内美江子 | 土井茂   | 高橋長英、塚本信夫、柴田未保子、笠井一彦         |
| 14   | 1973年1月5日  | お正月に消えた恋人     | 山浦弘靖     | 宮下泰彦 | 沖雅也、本田みち子、安井昌二、長門勇             |
| 15   | 1月12日       | 美しき逃亡者の罠       | 下飯坂菊馬   | 瀬川昌治 | 入川保則、殿山泰司、北林早苗、酒井修             |
| 16   | 1月19日       | 結婚式から盗まれた花嫁 | 池田雄一     | 鷹森立一 | 林隆三、中村賀津雄、梓英子                       |
| 17   | 1月26日       | 指名手配の女           | 山浦弘靖     | 富本壮吉 | 仲谷昇、松尾嘉代、吉行和子、和崎俊哉             |
| 18   | 2月2日        | 東京―スイス恋の逃亡    | 増村保造     | 国原俊明 | 近藤正臣、小川眞由美、黒沢年男、船越英二         |
| 19   | 2月9日        | お誕生日の殺人         | 安藤日出男   | 土井茂   | 森本レオ、松山英太郎、高松英郎、河原崎次郎       |
| 20   | 2月16日       | お母さんの秘密         | 加瀬高之     | 瀬川昌治 | 南田洋子、吉沢京子、大門正明、長沢純             |
| 21   | 2月23日       | 結婚サギ師の甘い生活   | 増村保造     | 村山新治 | 峰岸徹、藤田弓子、八代順子                       |
| 22   | 3月2日        | 受験生の愛と死         | 山浦弘靖     | 井上芳夫 | 金子信雄、吉田次昭、麻田ルミ、岡田英次、津島恵子 |
| 23   | 3月9日        | 二人の母のたたかい     | 増村保造     | 国原俊明 | 中尾彬、川上夏代、石川博、根岸明美               |
| 24   | 3月16日       | 終電車の死美人         | 池田雄一     | 土井茂   | 山形勲、小林千登勢、渥美マリ、松橋登、穂積隆信   |
| 25   | 3月23日       | 大泥棒の初恋           | 加瀬高之     | 宮下泰彦 | 宮本信子、沢村貞子、美樹克彦、田中明夫           |
| 26   | 3月30日       | 死を賭けた結婚式       | 山浦弘靖     | 土井茂   | 浜田光夫、大出俊、松本留美、内田朝雄             |

## ネット局
- TBS系列（同時ネット）
- 北日本放送、福井放送（月曜 22:00 - 22:55にて遅れネット）[2]